# Aleksandrowskoje (obwód tomski)
Aleksandrowskoje (ros. Александровское) – miejscowość w Rosji.
Położona na Nizinie Zachodniosyberyjskiej w obwodzie tomskim na lewym brzegu Obu. Liczba mieszkańców:  8 tys. (2002).
Centrum administracyjne rejonu aleksandrowskiego